# Вайтц, Грете
Грете Вайтц (норв. Grete Waitz, урождённая Андерсен норв. Andersen; 1 октября 1953, Осло, Норвегия — 19 апреля 2011, там же) — норвежская легкоатлетка, серебряный призёр Олимпийских игр 1984 года и чемпионка мира 1983 года (обе медали — в марафонском беге).

## Спортивная карьера
В детстве увлекалась различными видами спорта, в том числе гандболом, гимнастикой. В 12 лет она стала тренироваться в спортивном клубе в Осло как прыгунья в высоту, взяв планку на 1,61 м. Затем перешла на легкоатлетическую дорожку, сначала на дистанции 400 и 800 м, затем на более длинные. В 17 лет спортсменка установила новый рекорд Европы среди юниоров в беге на 1500 м (4:17,0 мин). Неудачно выступив на Олимпиаде в Мюнхене в 1972 году, в 1974 году завоёвывает бронзовую медаль на чемпионате Европы по лёгкой атлетике в Риме на дистанции 1500 м.
На Олимпийских играх в Монреале в 1976 году Вайтц дошла до полуфинала на дистанции 1500 м. В 1978 году в Глазго стала чемпионкой мира в беге по пересечённой местности. Вслед за этим выигрывает бронзовую медаль в забеге на 3000 м на чемпионате Европы в Праге. В 1979—1981 гг. ей не было равных на первенстве мира в беге по пересечённой местности.
Вайтц — 9-кратная победительница традиционного марафона в Нью-Йорке (1978—1980, 1982—1986, 1988) и двукратная — традиционного марафона в Лондоне (1983, 1986), победитель Стокгольмского марафона. Чемпионка мира 1983 года и серебряный призёр Олимпийских игр 1984 года, на которых женщины впервые в истории бежали марафон (золото выиграла рекордсменка мира из США Джоан Бенуа, опередив Вайтц почти на полторы минуты). Московские Олимпийские игры пропустила из-за бойкота западных стран. На Олимпиаде в Сеуле (1988) она не смогла закончить дистанцию из-за травмы бедра. И даже в год завершения карьеры (1990) стала четвёртой на Нью-Йоркском марафоне.
Кавалер I класса ордена Святого Олафа (2008 год) за то, что была образцом для подражания для женщин-легкоатлетов. После окончания карьеры много занималась пропагандой бега и здорового образа жизни. В последние годы у Грете был диагностирован рак. Скончалась 19 апреля 2011 года в Осло после продолжительной болезни.